# إلفيس فرانكس
إلفيس فرانكس (بالإنجليزية: Elvis Franks)‏ هو لاعب كرة قدم أمريكية أمريكي، ولد في 9 يوليو 1957 في Doucette, Texas ‏ في الولايات المتحدة.

## وصلات خارجية
- إلفيس فرانكس على موقع مرجع كرة القدم المحترفة.كوم (الإنجليزية)